# レオナルド・アストラーダ
レオナルド・アストラーダ（Leonardo Astrada, 1970年1月6日 - ）は、アルゼンチン・ブエノスアイレス出身の元サッカー選手、現サッカー指導者。アルゼンチン代表であった。守備ラインの前でボールを奪い、正確なパスで攻撃の起点となる、チームに安定をもたらすプレーヤーであった。

## 経歴
選手キャリアの大半をCAリーベル・プレートでボランチとしてプレーし、公式戦通算405試合に出場した。プリメーラ・ディビシオンでは計10度優勝し、クラブ史上もっとも多くのリーグタイトルを獲得した選手となった。1996年にはコパ・リベルタドーレスで、1997年にはスーペルコパ・スダメリカーナで優勝した。2000年には短期間だがブラジルのグレミオFBPAでプレーした。2003年のリーグ優勝を花道に引退。
1991年から1999年にはアルゼンチン代表でもプレーし、コパ・アメリカ1991、コパ・アメリカ1995、アルメイダの控えとして、1998 FIFAワールドカップにも参加。コパ・アメリカでは1991年大会で優勝した。通算32試合に出場して1得点を挙げた。

## 指導者経歴
2004年1月に現役引退するとすぐに古巣CAリーベル・プレートの監督に就任し、1年半の間指揮を執った。2005年10月にはCAロサリオ・セントラルの監督に就任したが、フロントと良好な関係を築けず、すぐに辞任した。2007-08シーズン途中にはCAコロンの監督に就任したが、2008年3月に退任した。2008年から2009年10月6日まで指揮したエストゥディアンテス・デ・ラ・プラタでも不成功に終わり、ネストル・ゴロシート監督の後任として再びリーベル監督に就任した。2011年にはパラグアイのセロ・ポルテーニョで監督を務め、2012年にはAAアルヘンティノス・ジュニアーズ監督に就任した。

## 代表歴

### 出場大会
- アルゼンチン代表
  - 1998 FIFAワールドカップ (ベスト8)

### 試合数
- 国際Aマッチ 31試合 1得点（1991年-1999年）[5]

| アルゼンチン代表 | 国際Aマッチ | 国際Aマッチ |
| 年               | 出場        | 得点        |
| ---------------- | ----------- | ----------- |
| 1991             | 11          | 1           |
| 1992             | 2           | 0           |
| 1993             | 0           | 0           |
| 1994             | 0           | 0           |
| 1995             | 11          | 0           |
| 1996             | 1           | 0           |
| 1997             | 2           | 0           |
| 1998             | 2           | 0           |
| 1999             | 2           | 0           |
| 通算             | 31          | 1           |

## タイトル

### 選手時代
CAリーベル・プレート
- プリメーラ・ディビシオン (10) : 1989-90, 1991-92A, 1993-94A, 1994-95A, 1996-97A, 1996-97C, 1997-98A, 1999-2000A, 2001-02C, 2002-03C
- コパ・リベルタドーレス (1) : 1996
- スーペルコパ・スダメリカーナ (1) : 1997

アルゼンチン代表
- コパ・アメリカ (1) : 1991

個人
- 南米年間ベストイレブン : 1991, 1997

### 指導者時代
CAリーベル・プレート
- プリメーラ・ディビシオン (1) : 2003-04C